# Çukurova Belediyesi Spor Kulübü
Il Çukurova Belediyesi Spor Kulübü è un club pallavolistico femminile turca, con sede ad Adana: milita nel campionato turco di Sultanlar Ligi.

## Storia
Il Çukurova Belediyesi Spor Kulübü viene fondato nel 2020 attraverso l'acquisto del titolo dell'Elbistan, in Voleybol 1. Ligi. Dopo due annate in serie cadetta, nel 2022 ottiene la promozione in Sultanlar Ligi, debuttandovi nel campionato 2022-23, quando cambia denominazione in Çukurova Belediyesi Adana Demirspor Kulübü e colori sociali in seguito alla collaborazione con la formazione calcistica dell'Adana Demirspor: la collaborazione si interrompe al termine dell'annata, quando ritorna all'antica denominazione, passando a utilizzare il giallo-blu come colori sociali.

## Rosa 2022-2023
| N° | Nome            | Ruolo | Data di nascita  | Nazionalità sportiva |
| -- | --------------- | ----- | ---------------- | -------------------- |
| 3  | Burcu Yönder    | P     | 19 gennaio 1997  | Turchia              |
| 5  | Alara Altundağ  | L     | 5 giugno 1994    | Turchia              |
| 6  | Ángela Leyva    | S     | 22 novembre 1996 | Perù                 |
| 7  | Olesja Rychljuk | O     | 11 dicembre 1987 | Ucraina              |
| 9  | Dilara Bilge    | O     | 20 agosto 1990   | Turchia              |
| 10 | Güldeniz Önal   | S     | 25 marzo 1986    | Turchia              |
| 12 | Pınar Eren      | L     | 12 dicembre 1986 | Turchia              |
| 13 | Ceren Domaç     | C     | 16 luglio 1999   | Turchia              |
| 14 | Ceren Çağlar    | C     | 29 novembre 1992 | Turchia              |
| 15 | Selin Uygur     | C     | 18 agosto 1992   | Turchia              |
| 16 | Lucia Bosetti   | S     | 9 luglio 1989    | Italia               |
| 17 | Olena Charčenko | C     | 25 novembre 1995 | Azerbaigian          |
| 18 | Duygu Düzceler  | P     | 6 aprile 1990    | Turchia              |
| 89 | Elif Eriçek     | L     | 16 dicembre 2002 | Turchia              |

## Denominazioni precedenti
- 2020-2022: Çukurova Belediyesi Spor Kulübü
- 2022-2023: Çukurova Belediyesi Adana Demirspor Kulübü